# Nataša Osmokrović
Nataša Osmokrović (née Leto le 27 mai 1976 à Zagreb) est une ancienne joueuse de volley-ball croate.  Elle mesure 1,84 m et jouait au poste de réceptionneuse-attaquante.

## Clubs
| Club                   | De        | À         |
| ---------------------- | --------- | --------- |
| Mladost Zagreb         |           | 1995-1996 |
| Hisamitsu Springs      | 1996-1997 | 1996-1997 |
| Ito Yokado             | 1997-1998 | 1997-1998 |
| Osasco Voleibol Clube  | 1998-1999 | 1998-1999 |
| Er Volley Naples       | 1999-2000 | 1999-2000 |
| Vasco da Gama          | 2000-2001 | 2000-2001 |
| Virtus Reggio Calabria | oct 2001  | nov 2001  |
| Asystel Novara         | nov 2001  | 2001-2002 |
| Pallavolo Chieri       | 2003-2004 | 2003-2004 |
| Volley Airone Tortolì  | 2004-2005 | 2004-2005 |
| Asystel Volley Novare  | 2005-2006 | 2008-2009 |
| Fenerbahçe İstanbul    | 2009-2010 | 2010-2011 |
| Rabita Bakou           | 2011-2012 | 2011-2012 |
| Dinamo Moscou          | 2012-2013 | 2012-2013 |
| VBC Voléro Zurich      | 2013-2014 | 2013-2014 |

## Palmarès

### Équipe nationale
- Championnat d'Europe
  - Finaliste : 1997, 1999

### Clubs
- Top Teams Cup / Coupe de la CEV (2)
  - Victoire : 2006, 2009
- Supercoupe d'Italie (1)
  - Victoire : 2005
- Coupe de la ligue (1)
  - Victoire : 2007
- Championnat du Brésil
  - Finaliste : 2001
- Championnat de Turquie
  - Vainqueur : 2010, 2011.
- Supercoupe de Turquie
  - Vainqueur: 2009, 2010
- Coupe de Turquie 
  - Vainqueur : 2010.
- Championnat du monde des clubs
  - Vainqueur : 2010, 2011
- Championnat d'Azerbaïdjan 
  - Vainqueur : 2012
- Coupe de Russie
  - Finaliste : 2012.
- Championnat de Russie
  - Finaliste : 2013.

### Distinctions individuelles
- Ligue des Champions de volley-ball féminin 2007-2008: Meilleure réceptionneuse.
- Ligue des Champions de volley-ball féminin 2009-2010: Meilleure serveuse.
- Championnat du monde des clubs de volley-ball féminin 2011: Meilleur marqueuse, meilleur attaquante, meilleur réceptionneuse et MVP[1].